# Buells Corners
Buells Corners es un área no incorporada ubicada en el condado de Crawford en el estado estadounidense de Pensilvania. Buells Corners se encuentra ubicado en el municipio de Rome.

## Geografía
Buells Corners se encuentra ubicada en las coordenadas 41°45′10.05″N 79°40′13.3″O / 41.7527917, -79.670361.